# 贾森群岛

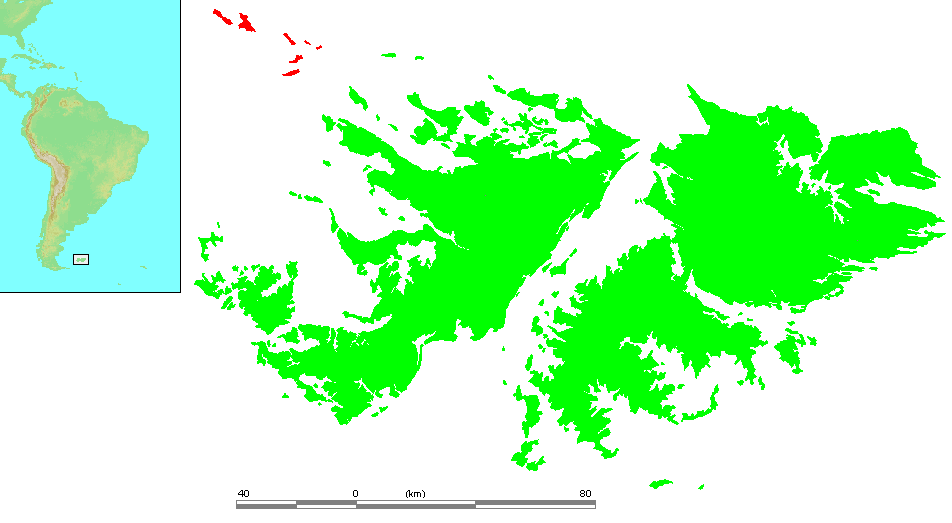
塞瓦尔德斯群岛所在位置

贾森群岛（Jason Islands），又名塞瓦尔德斯群岛（西班牙語：Islas Sebaldes），是福克兰群岛西北部的一个群岛，位于西福克兰岛西北方。该群岛包含大贾森岛、象岛、平岛、南岛、尖岛等岛屿。
大贾森岛面积13.80平方公里，为最大的岛屿。南岛面积3.75平方公里。
51°04′37″S 60°58′08″W / 51.077°S 60.969°W